# Крутогірна вулиця (Київ)
Крутогі́рна ву́лиця — вулиця в Солом'янському районі міста Києва, місцевість Совки. Пролягає від вулиці Каменярів до проспекту Валерія Лобановського.
Прилучаються Яблунева вулиця, Заповітний провулок, вулиці Колоскова, Володимира Брожка, Андрія Норова, Добросусідська, Похила, провулки Рибний, Князя Володимира Ольґердовича, проїзди без назви до проспекту Валерія Лобановського та Червоної вулиці.

## Історія
Виникла у середині XIX століття, початковий відрізок вулиці зафіксовано на картах Київщини 1860-х років та 1891 року. У 1920–30-х роках отримала назву Ленінська. На карті Києва 1943 року позначена як Крутогірна, її назву підтверджено 1944 року. Назва походить від особливостей рельєфу — вулиця починається на узвишші, спускається в долину р. Совка й знову піднімається на пагорб, таким чином з'єднуючи два узвишшя.
У довіднику «Вулиці Києва» помилково вказано, що до 1953 року вулиця мала назву 763-тя Нова, однак того року назву Крутогорна отримала 763-тя Нова вулиця в урочищі Ширма — нині Краматорський провулок.